# Guidoval
Guidoval là một đô thị thuộc bang Minas Gerais, Brasil. Đô thị này có diện tích 158,975 km², dân số năm 2007 là 7321 người, mật độ 48,6 người/km².